# Haljala
Haljala är en ort i Estland. Den ligger i Haljala kommun och landskapet Lääne-Virumaa, i den centrala delen av landet, 90 km öster om huvudstaden Tallinn. Haljala ligger 80 meter över havet och antalet invånare är 1 233.
Terrängen runt Haljala är platt. Runt Haljala är det tätbefolkat, med 913 invånare per kvadratkilometer. Närmaste större samhälle är Rakvere, 11,1 km sydost om Haljala. Omgivningarna runt Haljala är en mosaik av jordbruksmark och naturlig växtlighet.